# 邬彬
邬彬，字燕天，番禺南村(今中国广州市番禺区南村镇)人。清朝同治六年(1867年)举人，官至刑部主事，任七品员外郎，辞职后回乡以其祖父邬余荫之名建余荫山房。两个儿子也先后中举，有"一门三举人，父子同登科"之说。